# قزمة سيناوية سريعة
قزمة سيناوية سريعة (بالإنجليزية: Sinai dwarf racer)‏ (الاسم العلمي: Eirenis coronelloides) هي أفعى غير سامة تعيش في بعض مناطق الشرق الأوسط.

## الإنتشار
ينتشر هذا النوع من أقصى جنوب شرق تركيا إلى شمال وشمال شرق العراق، ومن غرب ووسط سوريا إلى شمال الأردن. يتواجد هذا النوع بين نباتات السهوب المتفرقة على الأراضي الصخرية. يمكن العثور عليها بين الحجارة أو تحتها، كذلك في المناطق الزراعية الخفيفة.

## الوصف
يتراوح طول الأفاعي البالغة منها من 17.5 إلى 25 سم. تتميز بلون بني فاتح، مع تاج مميز بلون داكن فوق الرأس، كذلك مع أشرطة ظهرية داكنة، ووجود شريط بطني أو كلاهما في جميع العينات التي تم فحصها من تركيا وبعض العينات من الأردن والعراق وسوريا.

## التكاثر
تتكاثر هذه الأفعى بالبيض (بيوضية).